# William Morris
William Morris (n. 24 martie 1834, Greater London, Anglia, Regatul Unit al Marii Britanii și Irlandei – d. 3 octombrie 1896, Londra, Regatul Unit al Marii Britanii și Irlandei) a fost un scriitor, arhitect, artist plastic și traducător englez.

## Biografia
Morris s-a născut la Walthamstow lângă Londra într-o familie relativ înstărită. A urmat școala la Marlborough School și la Exeter College, Oxford. Interesat de antichitatea medievală, și stimulat de Mișcarea Oxford, Morris intenționa să devină preot. La Oxford s-a împrietenit cu Edward Burne-Jones, cu care rămâne prieten toată viața, ambii fiind influențați de lucrările lui Thomas Carlyle și John Ruskin. Ca rezultat, cei doi prieteni aveau să renunțe la ideea de a studia teologia în 1855.
Morris a studiat arhitectura cu George Edward Street și s-a căsătorit cu Jane Burden în 1859.
În 1861, Morris este unul din fondatorii firmei Morris, Marshall, Faulkner & Co., care timp de peste 30 de ani va revoluționa gustul publicului englez. Lui Morris îi displăceau atât urâțenia externă cât și comercialismul și legăturile dintre muncitori și patroni care prevalau la mijlocul secolului al XIX-lea. De aceea a devenit socialist.

## Opere literare
Poezii

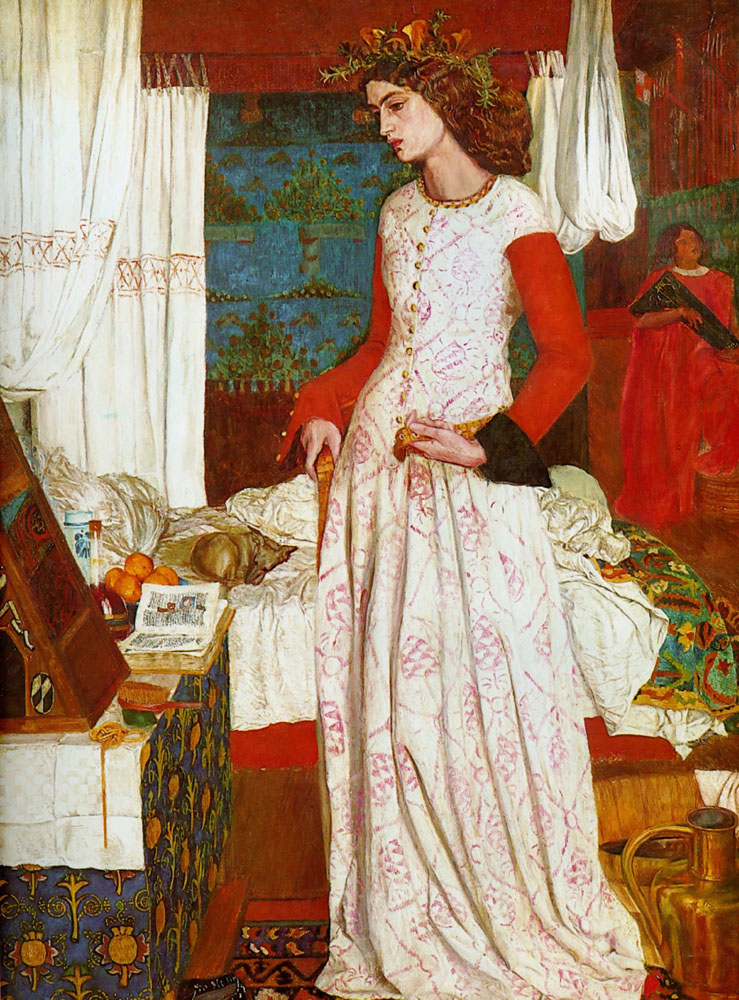
Regina Guenièvre (1858)

- The Defence of Guinevere, and other Poems (1858) - "Apărarea Gueneverei și alte poeme", operă reprezentativă a poeziei din epoca victoriană;
- The Life and Death of Jason (1867) - "Viața și moartea lui Jason";
- The Earthly Paradise (1868-70) - "Paradisul pământesc";
- Sigurd the Volsung (1876)
- The Fall of the Niblungs (1876)

Traduceri de texte islandeze cu Erik Magnusson în 1870
- The Saga of Gunnlaug Worm-tongue
- The Story of Grettir the Strong
- Volsunga Saga
- The Story of the Volsungs

Morris a tradus în engleză Eneida lui Virgiliu (1875) și Odiseea lui Homer (1887). 
Povestiri fantastice (utopice)
- Love is Enough, or The Freeing of Pharamond (1872) - "Iubirea-i de ajuns"
- House of Wolfings (1888)
- The Story of the Glittering Plain, or The Land of Living Men (1890)
- The Wood Beyond the World (1894)
- The Well at the World's End (1896)
- The Water of the Wondrous Isles (1897 postum)
- The Sundering Flood (1897 postum)

Scrieri politice
- Art and Socialism (cu Hyndman) (1884)
- A Summary of the Principles of Socialism (1884)
- Useful Work versus Useless Toil (1885)
- Chants for Socialists (1885)
- News from Nowhere (1889)
- Manifeste de la Socialist League (188')
- L'Âge de l'ersatz et autres textes contre la civilisation moderne, Éditions de l'Encyclopédie des Nuisances, Paris, (1996)

Eseuri
- Hopes and Fears of Art (1882)
- Signs of Change (1888)
- Manifeste de la Socialist League (188')
- A Dream of John Ball (1886) - "Un vis al lui John Ball"
- The Roots of the Mountains (1889)
- News from Nowhere or An Epoch of Rest (1890) (Nouvelles de nulle part ou Une ère de repos)  - "Vești de nicăieri"
- The Story of the Glittering Plain (1890)
- The Well at the World's End (1892)
- The Wood Beyond the World (1892)
- Contre l'art d'élite, Paris, ed. Hermann, 1985.

## Galerie

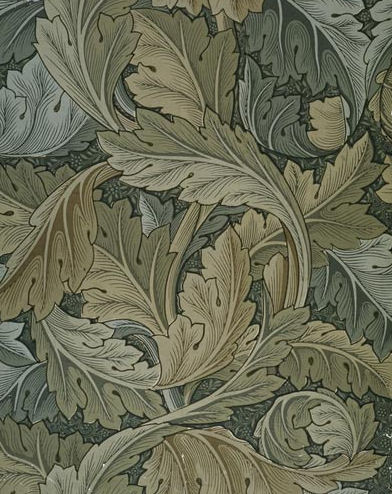
Acanthus, pictură pe hârtie, 1875
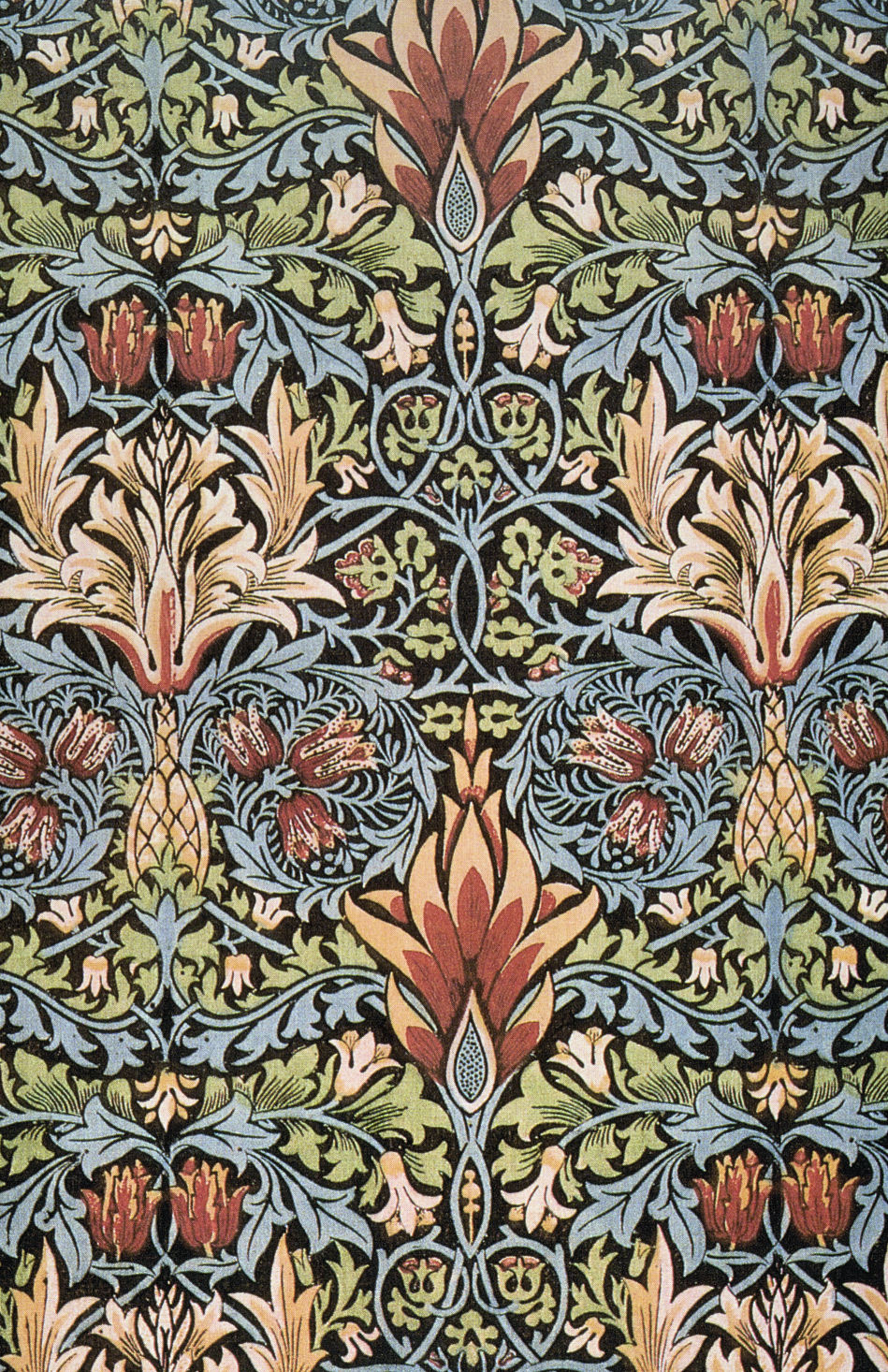
Snakeshead, material textil imprimat, 1876
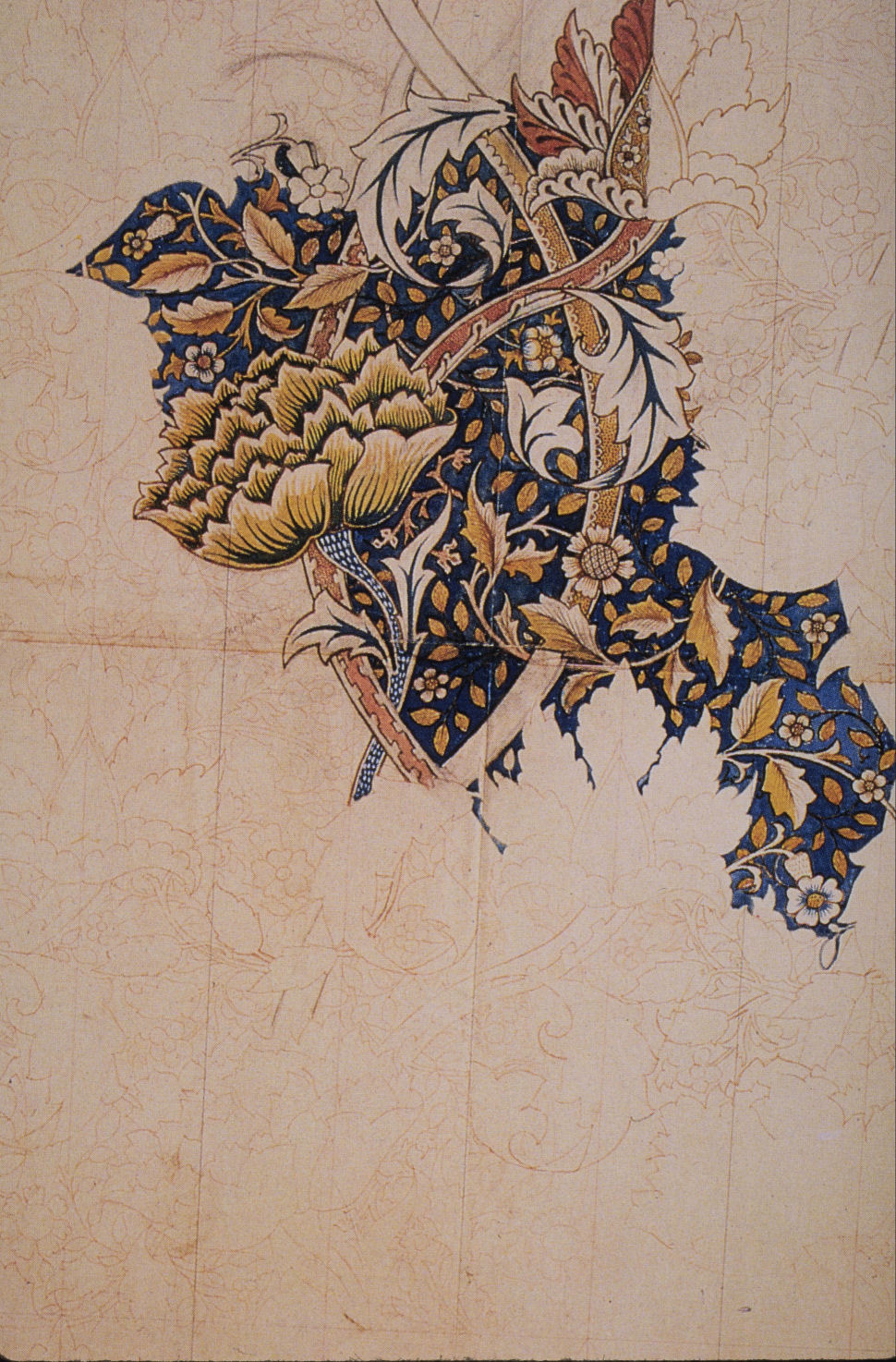
Windrush, material textil imprimat, 1881-83
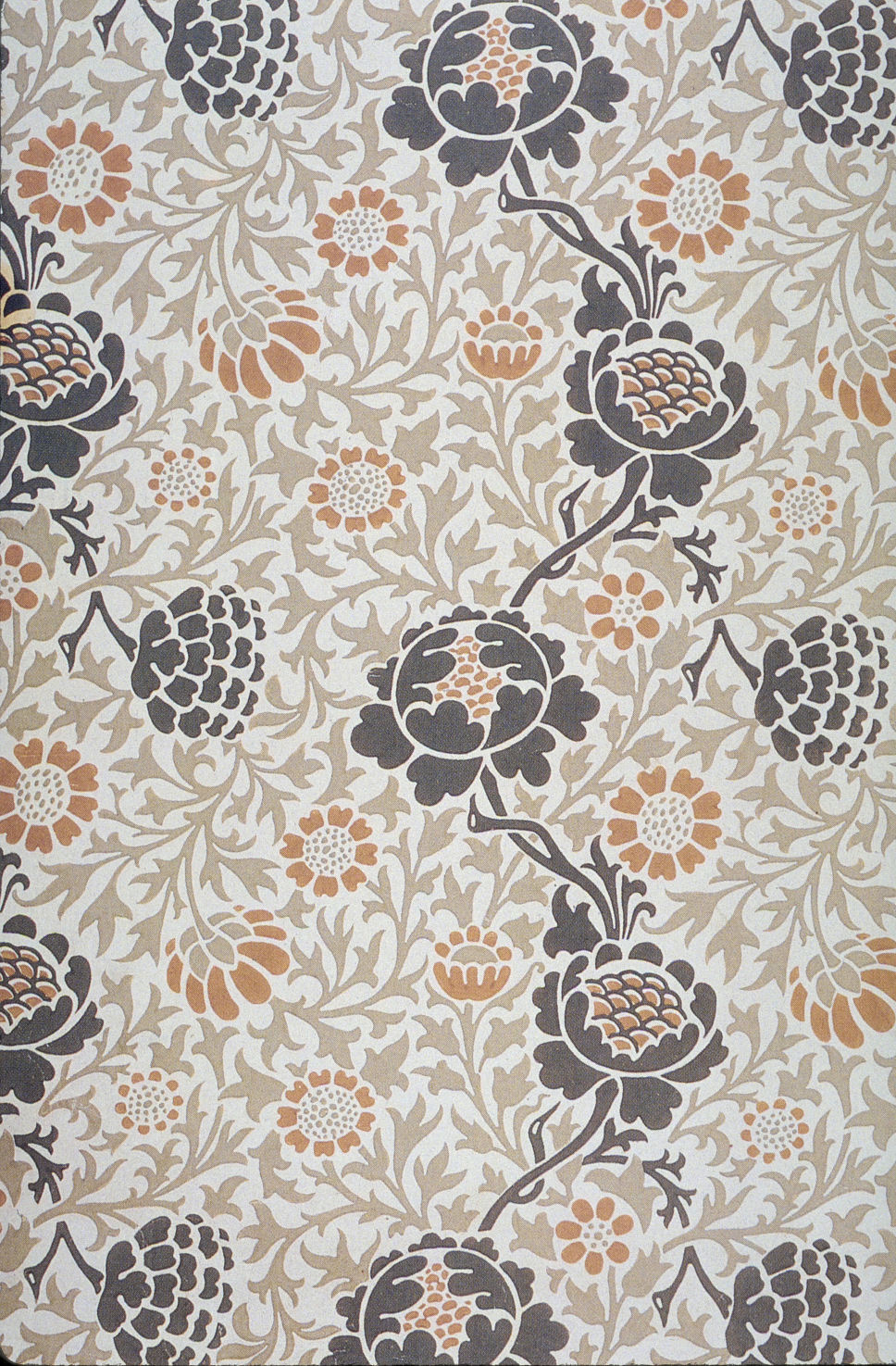
Grafton, hârtie imprimată, 1883
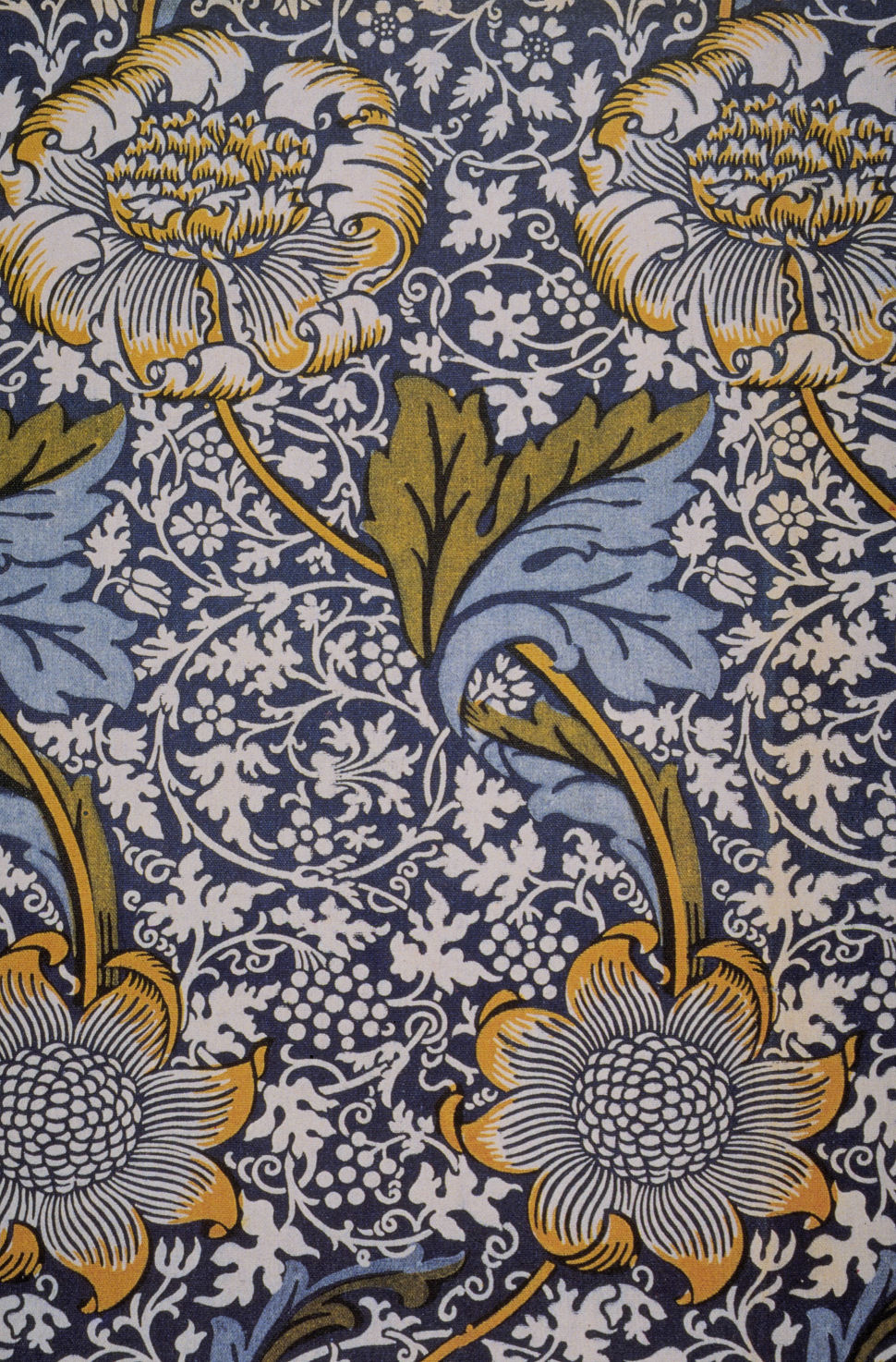
Kennet, material textil imprimat, 1883
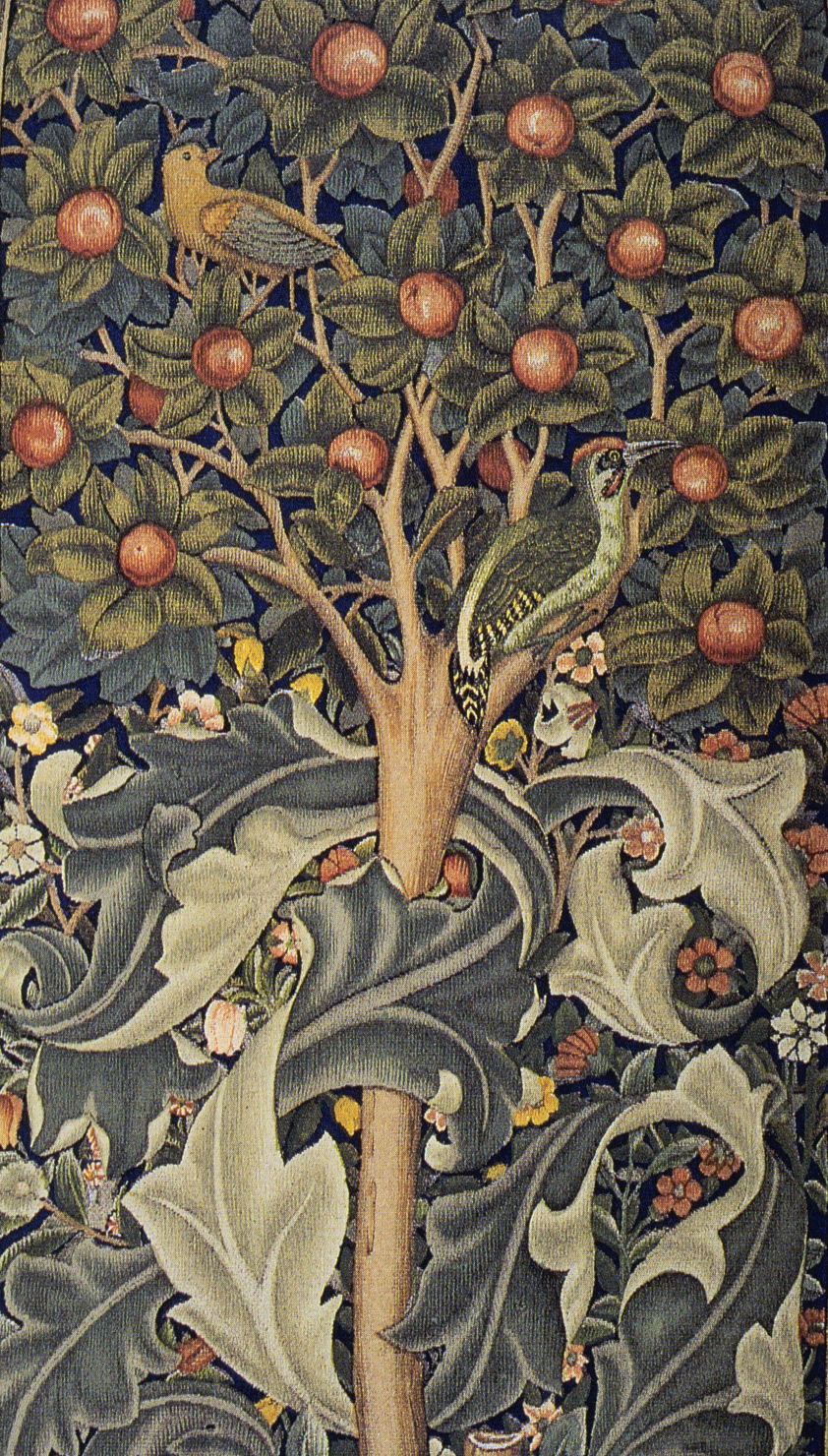
Détail de Woodpecker, tapiserie, 1885
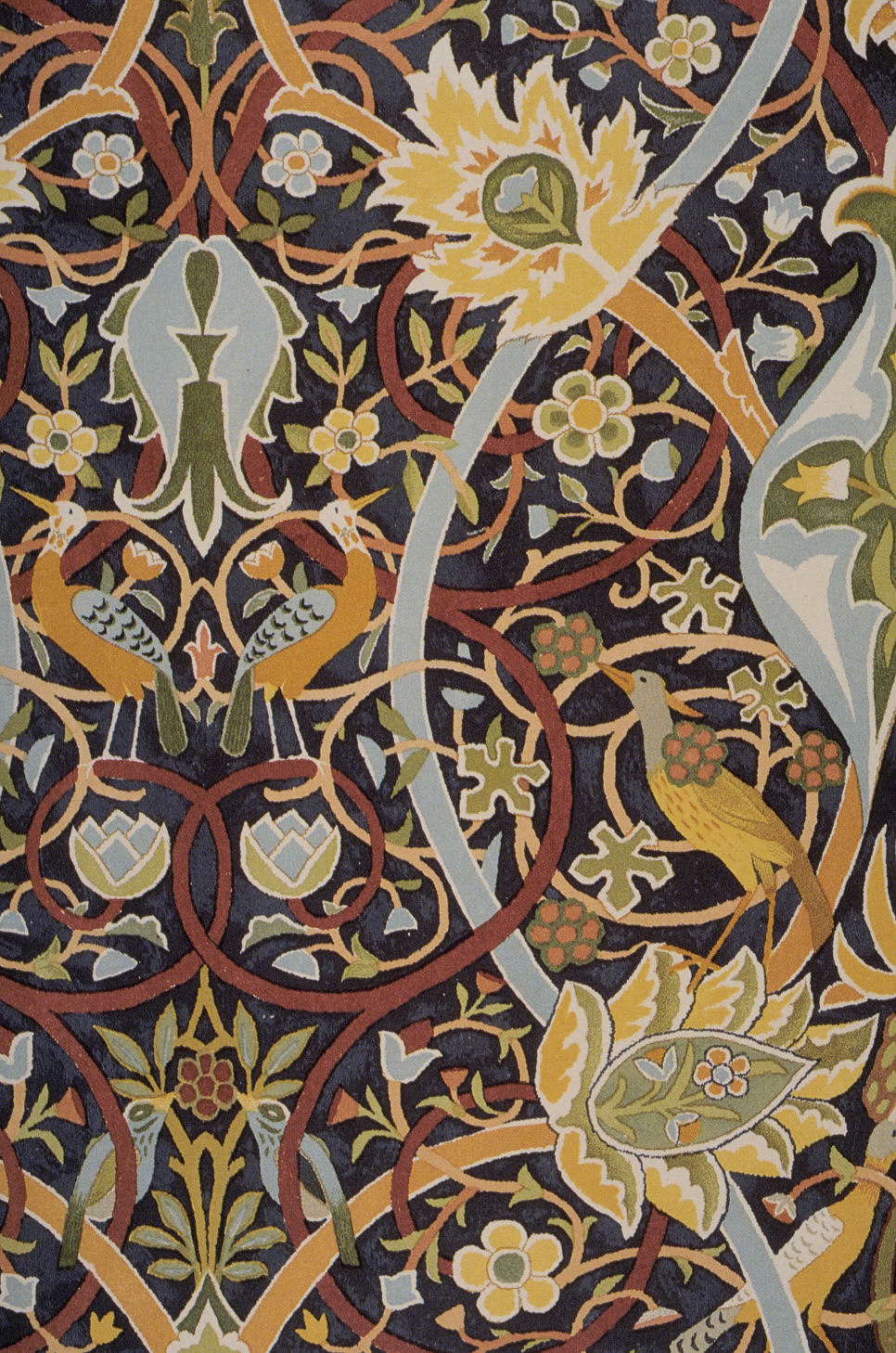
Detaliu de tapiserie Bullerswood, 1889
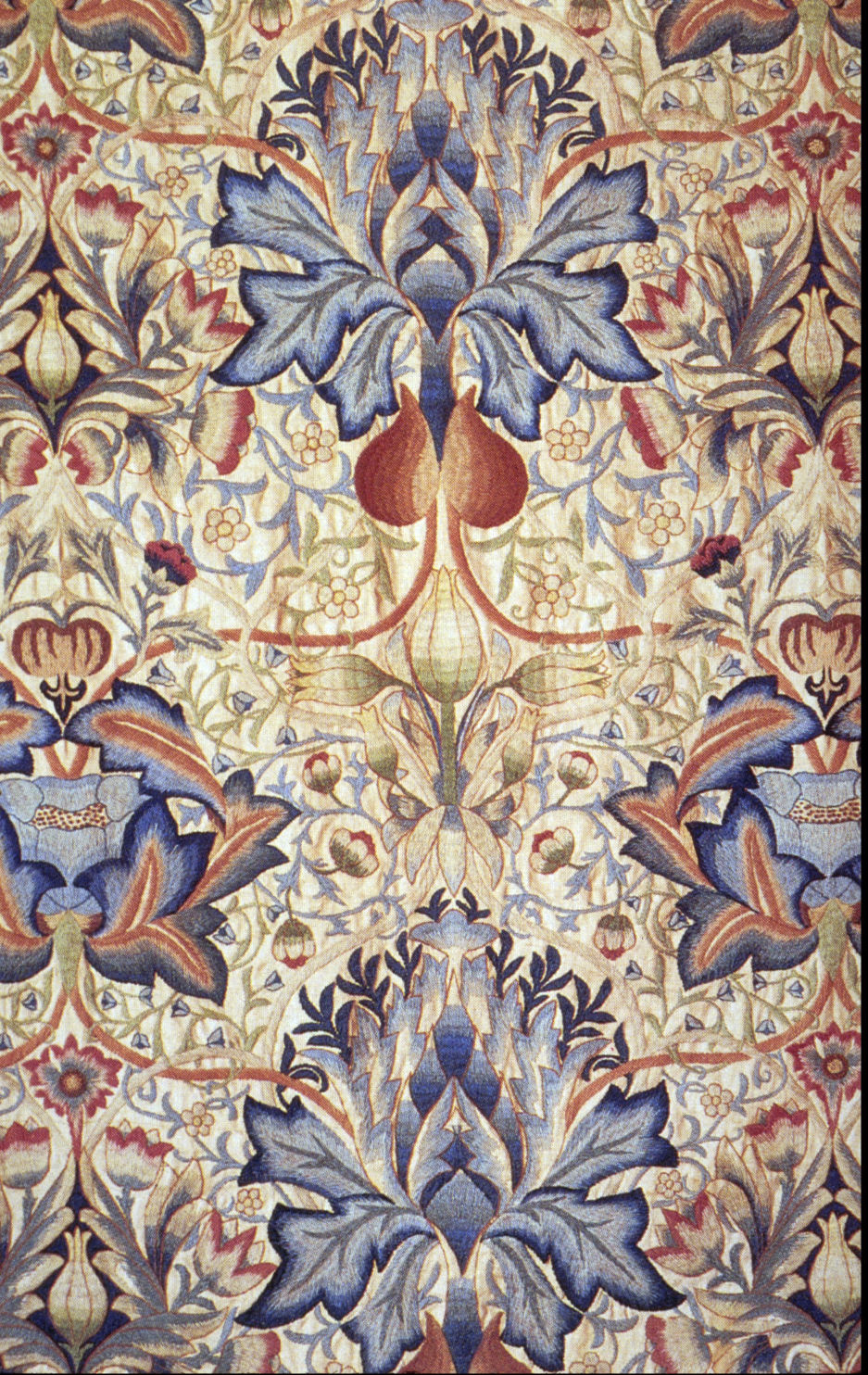
Acanthus, panou brodat, 1890